# Obraz Matki Boskiej Przydonickiej
Obraz Matki Boskiej Przydonickiej (obraz Matki Bożej Pocieszenia lub Różańcowej) – wizerunek przedstawiający Maryję z Dzieciątkiem, znajdujący się w kościele parafialnym w Przydonicy (sanktuarium NMP). Obraz otoczony jest kultem religijnym i uważany za cudowny.

## Historia i opis
Obraz Matki Bożej Przydonickiej malowany na płótnie, w stylu barokowym pochodzi z pierwszej połowy XVII wieku. Wizerunek Matki Bożej Pocieszenia ukazuję Matkę Bożą, która na lewej ręce trzyma Dzieciątko Jezus, a w drugiej berło. W górnej części obrazu widzimy dwóch aniołów, podtrzymujących koronę nad głową Madonny. Dzieciątko Jezus trzyma kulę ziemską oraz błogosławi. Twarze Matki Bożej i Jezusa są uśmiechnięte i łagodne, bije od nich również spokój. Obraz obecnie znajduje się w nowym kościele sanktuaryjnym w głównym ołtarzu. Obok ołtarza widnieją napisy: MARIA MATER GRATIAE MATER MISERICORDIAE AB AD VERSARIO DEFENDE NOS QUOS IN HORA MORTIS SUSCIPIAS (MARYJO MATKO ŁASKI MATKO MIŁOSIERDZIA TY NAS OD NIEPRZYJACIELA OCHROŃ A W GODZINIE ŚMIERCI PRZYJMIJ).
Obraz ten w ciągu swoich dziejów zmieniał wygląd. W roku 1977 dokonano konserwacji obrazu; stwierdzono wówczas, iż obraz posiada trzy warstwy malarskie. Zmian w obrazie dokonano; pierwsza – najstarsza oryginalna warstwa (XVII) m.in. przedstawia mniejszy obraz bez aniołów podtrzymujących koronę, bez berła w ręku Madonny oraz bez napisu u dołu wizerunku. Warstwa późniejsza, średnia pochodzi z XVII i XVIII wieku i ukazuje obraz o tle granatowym, powiększony z napisem u dołu obrazu: MARIA MATER GRATIAE MATER MISERICORDIAE... oraz dwoma aniołami unoszącymi koronę nad Madonną, dodano również do ręki Matki Bożej berło i zmieniony jest Jej układ rąk. Dzieciątko Jezus i Maryja mają przemalowane twarze. Warstwa z XIX wieku ukazuje między innymi płaszcz Maryi ciemno-granatowy w srebrne gwiazdy. Pozostałe elementy malowidła: twarze, dłonie, aniołowie, berło i napis nie uległy zmianie w stosunku do warstwy średniej. Podczas konserwacji obrazu (1997) podjęto decyzję, aby pozostawić przemalowania z wieku XVIII i XIX.

### Legenda związana z obrazem
Obraz miał podarować parafii w grudniu 1683 r. król Jan III Sobieski. Król szedł z wojskami na południe, z odsieczą Wiedniowi. Miał iść przez Przydonicę i modlić się w tutejszym zabytkowym kościele. W powrotnej drodze do Krakowa znów zatrzymał się w Przydonicy. Jako wotum za zwycięstwo miał podarować obraz Matki Bożej.

## Kult
Obraz od początku znajdował się w zabytkowym kościele Matki Boskiej Różańcowej w Przydonicy w głównym ołtarzu. 2 października 2011 r. ówczesny bp tarnowski Wiktor Skworc poświęcił nowy kościół, gdzie został przeniesiony łaskami słynący obraz Matki Bożej Pocieszenia. W zabytkowym kościele znajduje się obecnie jego wierna kopia. W każdą środę odbywa się nowenna do Matki Bożej Pocieszenia. Maryja z tego wizerunku jest czczona podczas dwóch odpustów: w ostatnią niedzielę sierpnia (wspomnienie Matki Bożej Pocieszenia) oraz w I niedzielę października (liturgiczne wspomnienie NMP Różańcowej). W parafii znajduje się księga łask Matki Bożej, do której wpisują się wierni z parafii i poza niej. Obraz jest odsłaniany i zasłaniany przy dźwięku fanfar. Wizerunek otoczony jest kultem i przyciąga licznych pielgrzymów.